# Philydrum lanuginosum
Philydrum lanuginosum – gatunek z monotypowego rodzaju Philydrum z rodziny Philydraceae. Występuje w Australii, gdzie jest szeroko rozpowszechniony wzdłuż brzegów wód i na terenach bagiennych.

## Morfologia

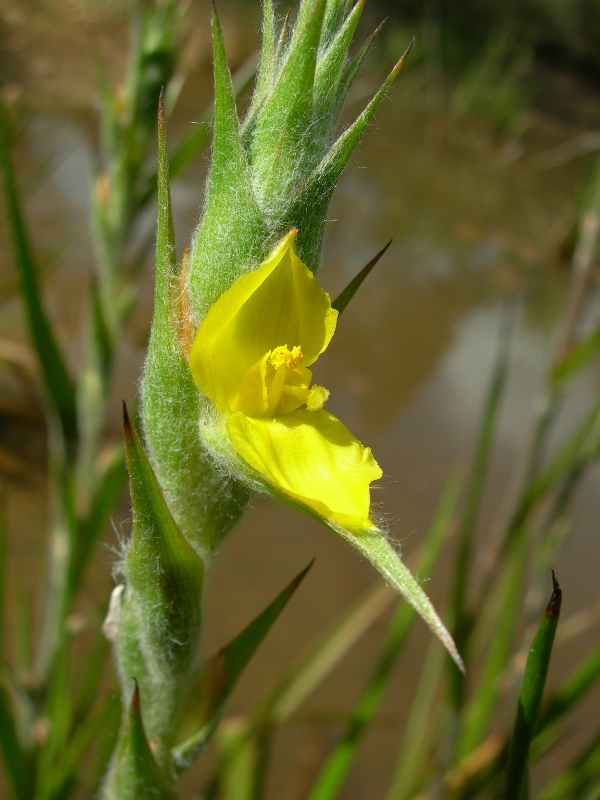
Kwiat

PokrójRoślina zielna osiągająca ponad 2 m wysokości, zwykle o pokroju kępiastym.
LiścieW większości skupione w przyziemnej rozecie, równowąskie, owłosione, osiągające do 60 cm długości i 2 cm szerokości.
KwiatyZebrane w osiągający 1 m wysokości kwiatostan kłosowy, czasem rozgałęziony. Poszczególne kwiaty wsparte są liściowatymi przysadkami. Listki żółtego okwiatu od zewnątrz owłosione. Zewnętrzny okółek jest bardziej okazały – jego listki osiągają do 15 mm długości i 10 mm szerokości. Listki okółka wewnętrznego mają 8 mm długości i tylko 2 mm szerokości. Pręcik pojedynczy.
OwoceOwłosione torebki do 10 mm długości.